# Руффини, Паоло
Па́оло Руффи́ни (итал. Paolo Ruffini; 22 сентября 1765[…], Валентано, Папская область — 10 мая 1822[…], Модена, Габсбургская монархия) — итальянский математик, доктор медицины.

## Биография
Родился в семье врача. С 1783 изучал математику и медицину, литературу и философию в Моденском университете. Ученик Луиджи Фантини, известного специалиста в области геометрии и Паоло Кассиани, специалиста в области математического анализа.
Всю жизнь был дружен с П. Аббати Марескотти, вместе с которым занимался математическими исследованиями.

## Научный вклад
Руффини дал первое доказательство невозможности решения в радикалах уравнений степеней, начиная с 5-й. Это составляющее эпоху в истории алгебры доказательство изложено автором в сочинении «Teoria generale delle equazioni, in cui si dimostra impossibile la soluzione algebraica delle equazioni generali di grado superiore al quarto» (Болонья, 1798). 
Доказательство Руффини содержало неточности и занимало около 500 страниц. Позже Абель дал полное доказательство. 

### Другие работы

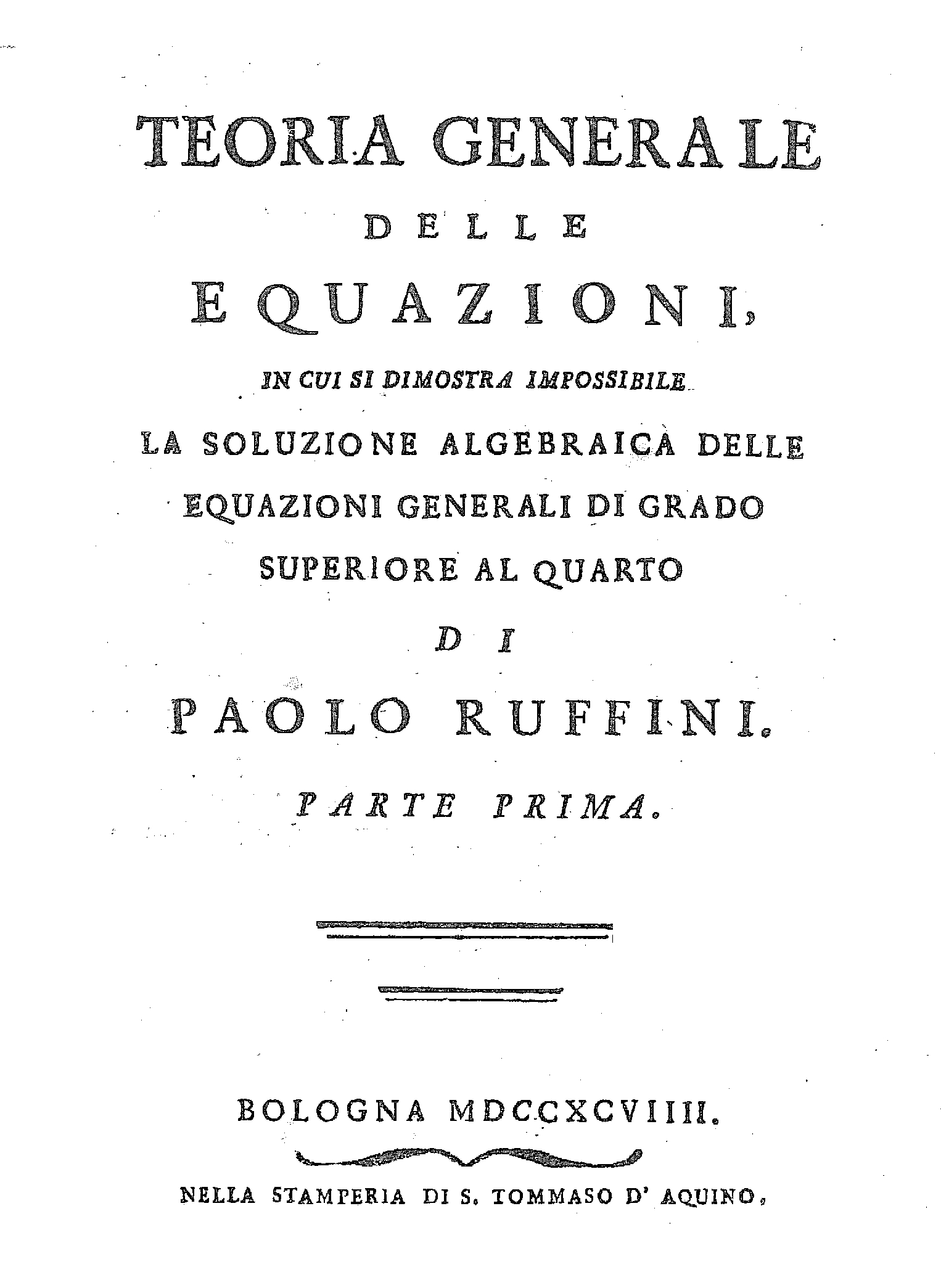
Teoria generale delle equazioni, 1799

Ошибочность найденного Вронским «общего решения уравнений всех степеней» вызвала со стороны Руффини опровержение в форме мемуара: 
- «Intorno al metodo generale, proposto dal Sig. Hoene Wronski onde risolvere le equazioni di tutti i gradi» (1816, «Memorie della Società Italiana», XVIII, 1820).

Из сочинений Руффини, посвящённых уравнениям высших степеней, упомянем следующие: 
- «Sopra la determinazione delle radici nelle equazioni numeriche di qualunque grado» (Модена, 1804),
- «Riflessioni interno alla soluzione delle equazioni algebraiche generali» (там же, 1813),
- «Della soluzione delle equazioni algebraiche determinate particolari di grado superiore al quarto» («Mem. Soc. Ital.»),
- «Della insolubilità delle equazioni algebraiche generali di grado superiore al quarto» (там же), «Della insolubilità delle equazioni algebraiche generali di grado superiore al quarto qualunque metodo si adoperi, algebraico esso siasi о transcendente» («Mem. Istit. nazion. Italian.», I, 1806). Кроме того, Р. напечатал: «Riflessioni critiche sopra il sagio filosofico intorno alla probabilità del Sign. de Laplace» (там же, 1821),
- «Alcune proprietà generali delle funzioni» (там же), «Di un nuovo metodo generale di estrarre le radici numeriche» (там же, XVI, 1813),
- «Della classificazione delle curve algebraiche a semplice curvatura» (там же, XVIII, 1820).